# Spilosoma karschi
Spilosoma karschi là một loài bướm đêm thuộc phân họ Arctiinae, họ Erebidae.